# Hyles calida
Hyles calida là một loài bướm đêm thuộc họ Sphingidae. Nó là loài đặc hữu của Kauai, Oahu, Molokai và Hawaii.
Ấu trùng ăn Acacia koa, Bobea elatior, Coprosma, Gardenia, Metrosideros, Pelea, Scaevola chamissoniana, Scaevola gaudichaudiana và Straussia. Con trưởng thành ăn hoa của Lantana, Metrosideros và loài cây khác.

## Miêu tả

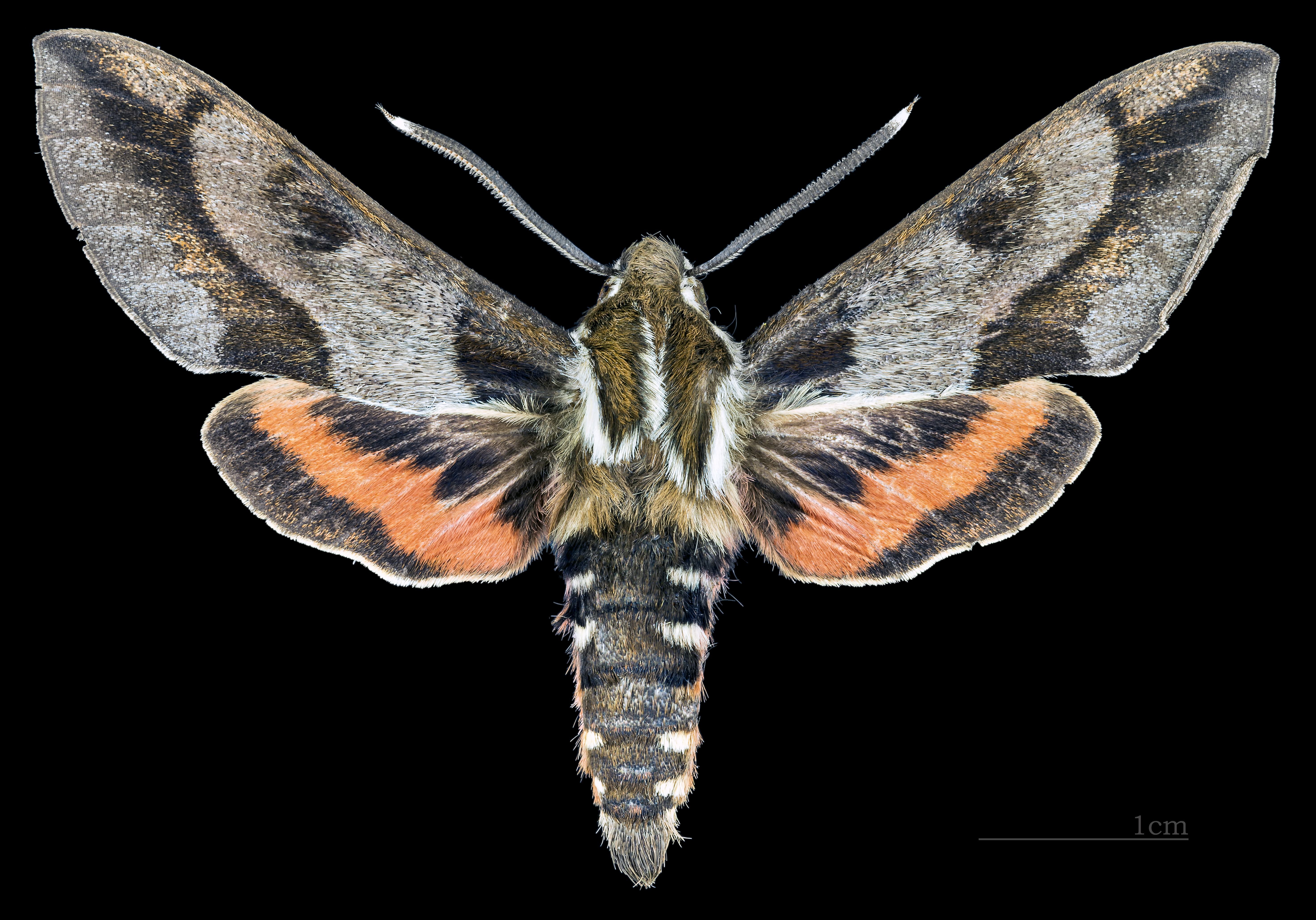
♂
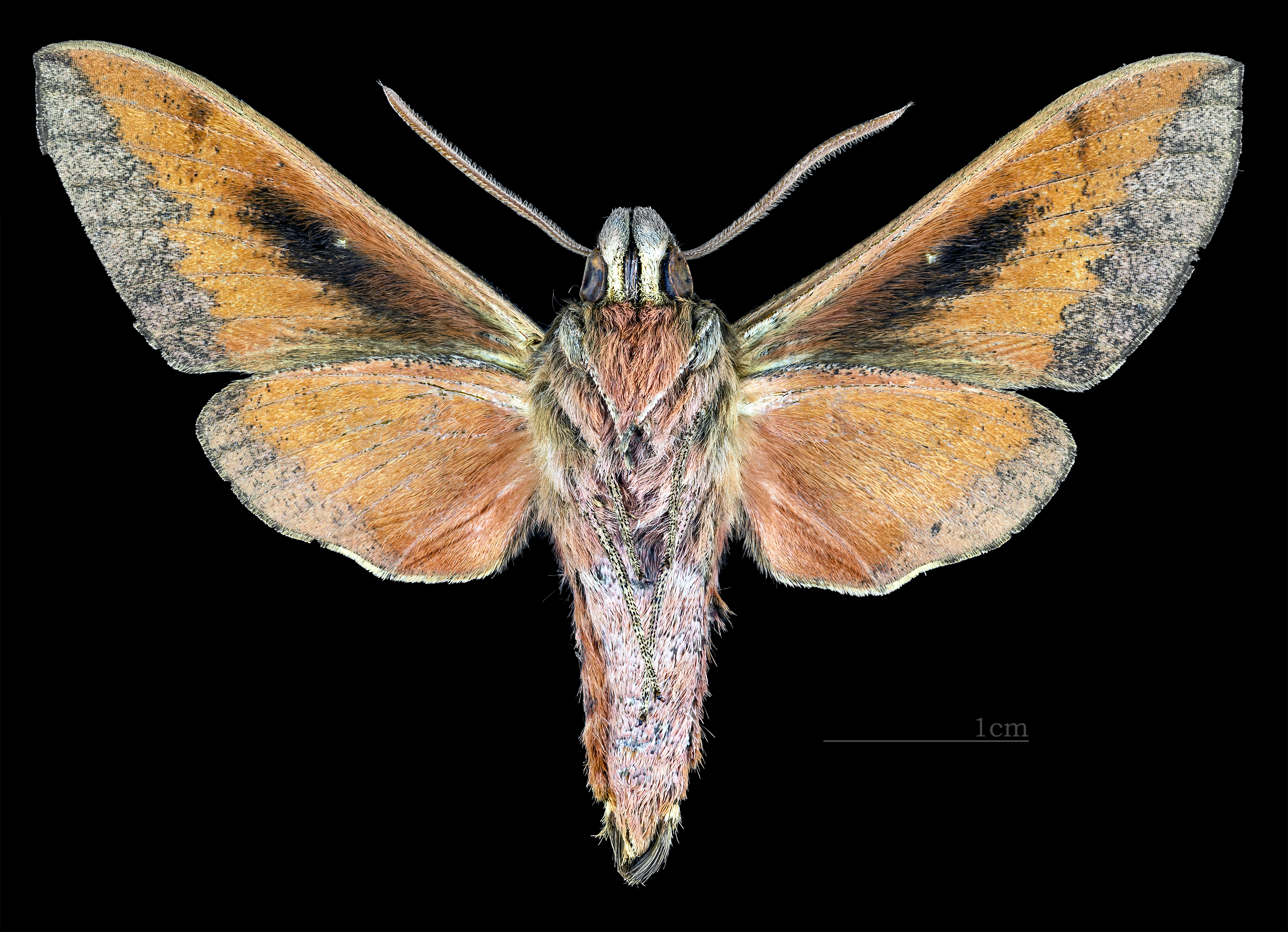
♂ △

Ấu trùng dài khoảng 60 mm.

## Phụ loài
- Hyles calida calida (Kauai, Oahu và Molokai)
- Hyles calida calida hawaiiensis Rothschild và Jordan, 1915 (Hawaii)